# Miguel Bianconi
Miguel Bianconi (São Paulo, Brasil, 14 de mayo de 1992) es un futbolista brasileño que juega como delantero en el Orihuela C. F. de la Segunda Federación.
Jugó para clubes como el Palmeiras, Ponte Preta, Bonsucesso, Kamatamare Sanuki, Mogi Mirim, ACS Poli Timișoara, Bragantino y AO Platanias.

## Trayectoria

### Clubes
| Club                          | País          | Año       |
| ----------------------------- | ------------- | --------- |
| S. E. Palmeiras "B"           | Brasil        | 2011-2014 |
| Comercial F. C. (cedido)      | Brasil        | 2011-2012 |
| Chungju Hummel F. C. (cedido) | Corea del Sur | 2013      |
| S. E. Palmeiras               | Brasil        | 2014-2016 |
| A. A. Ponte Preta (cedido)    | Brasil        | 2014      |
| Bonsucesso F. C. (cedido)     | Brasil        | 2015      |
| Kamatamare Sanuki (cedido)    | Japón         | 2016      |
| Mogi Mirim E. C.              | Brasil        | 2017      |
| ACS Poli Timișoara            | Rumania       | 2017      |
| C. A. Bragantino              | Brasil        | 2018      |
| AO Platanias                  | Grecia        | 2018-2020 |
| PAS Lamia 1964                | Grecia        | 2020      |
| Levadiakos F. C.              | Grecia        | 2021      |
| Anagennisi Karditsa           | Grecia        | 2021-2022 |
| C. D. Jorge Wilstermann       | Bolivia       | 2022-2023 |
| Makedonikos F. C.             | Grecia        | 2023-2024 |
| Chiangrai United F. C.        | Tailandia     | 2024      |
| Orihuela C. F.                | España        | 2024-     |